# Mislav (opera)
Mislav, izvorna narodna opera u tri čina, skladatelj Ivan pl. Zajc. Praizvedena je u nedjelju 2. listopada 1870. godine u HNK Zagreb pod ravnateljstvom samog Ivana pl. Zajca.
Ivan pl. Zajc je svoju slavu stekao u Beču pišući i skladajući za glazbu na njemačkom jeziku. Opera "Mislav" kao dio trilogije u kojoj su još opere Nikola Šubić Zrinski i Ban Leget je prvi operni uradak za tekst na hrvatskom jeziku.
Tekst je po narodnoj priči sastavio Franjo Marković, a režirao Josip Freudenreich.
Uloge su tumačili:
- Josip Kašman (Mislav)
- Franjo Gerbič (Miloje)
- Matilda Lesić (Rusana).